# Pawtucket
Pawtucket é uma cidade no Condado de Providence, Rhode Island. A população era de 75.604 no censo de 2020, tornando a cidade a quarta maior do estado. Pawtucket faz fronteira com Providence e East Providence ao sul, Central Falls e Lincoln ao norte e North Providence a oeste. A cidade também faz fronteira com os municípios de Massachusetts, de Seekonk e Attleboro. 
Pawtucket foi um importante centro de fabricação têxtil. É o lar de Slater Mill, uma fábrica têxtil histórica reconhecida por ajudar a fundar a Revolução Industrial nos Estados Unidos.

## História
O nome "Pawtucket" vem da palavra Algonquiana para "queda do rio".
Dizia-se que a região de Pawtucket era um dos lugares mais populosos da Nova Inglaterra antes da chegada dos colonos europeus.[8] Os índios americanos pescavam o salmão e os peixes menores que se reuniam nas cataratas.[8] O primeiro colono aqui foi Joseph Jenckes Jr. que veio de Lynn, Massachusetts para a região.[8] Ele comprou cerca de 60 acres perto de Pawtucket Falls em 1671,[8] então estabeleceu uma serraria e uma forja.[8] A cidade inteira foi destruída durante a Guerra do Rei Filipe.[8]
Outros colonos seguiram Jenks, e a área tornou-se o lar de fabricantes de mosquetes, óleo de linhaça, potássio e navios em 1775.[8] Também nessa época, Oziel Wilkinson e sua família montaram uma forja de ferro que fabricava âncoras, pregos, parafusos, implementos agrícolas e canhões.[8]
Pawtucket foi um dos primeiros e importantes centros de tecidos de algodão durante a Revolução Industrial Americana. Samuel Slater construiu a Slater Mill em 1793 nas quedas do Blackstone River no centro de Pawtucket, que foi a primeira fiação de algodão totalmente mecanizada nos Estados Unidos.[9] A Slater Mill é conhecida por desenvolver um processo de produção comercialmente bem-sucedido que não depende de processos anteriores de tração animal desenvolvidos nos Estados Unidos. Slater construiu e operou máquinas para a produção de fios. Outros fabricantes continuaram, transformando Pawtucket em um centro de têxteis, trabalho em ferro e outros produtos.
Na década de 1920, Pawtucket era uma próspera cidade fabril. A cidade tinha meia dúzia de cinemas, duas dúzias de hotéis e uma coleção impressionante de arquitetura comercial e residencial.[10] Talvez o edifício público mais impressionante em Pawtucket seja o Leroy Theatre, um palácio de cinema ornamentado que foi chamado de "Pawtucket's Million Dollar Theatre".[10] Muitos ricos proprietários de fábricas, como Darius Goff, construíram suas mansões na área.[11]
O negócio têxtil na Nova Inglaterra declinou durante a Grande Depressão, com muitos fabricantes fechando ou mudando suas instalações para o sul, onde as operações e a mão de obra eram mais baratas. Mais tarde, no século 20, Pawtucket começou a perder parte de sua herança arquitetônica para a bola de demolição, incluindo o Teatro Leroy.[10]
Pawtucket manteve muito de sua base industrial, no entanto. Hoje, os produtos produzidos na cidade incluem rendas, não-tecidos e tecidos elásticos, joias, prataria, metais e têxteis. A Hasbro, uma das maiores fabricantes mundiais de brinquedos e jogos, está sediada em Pawtucket.[12]

## Geografia
De acordo com o United States Census Bureau, a cidade tem uma área de 23,2 km², onde 22,5 km² estão cobertos por terra e 0,7 km² por água.

## Demografia
Segundo o censo nacional de 2010, a sua população é de 71 148 habitantes e sua densidade populacional é de 3 164,79 hab/km². É a quarta cidade mais populosa de Rhode Island. Possui 32 055 residências, que resulta em uma densidade de 1 425,86 residências/km².